# أرشيبالد ساندرسون
أرشيبالد ساندرسون هو صحفي وسياسي أسترالي، ولد في 1 أبريل 1870، وتوفي في 18 يونيو 1937. نشط حزبياً في الحزب الوطني الأسترالي.